# Albert Tian
Albert Tian est un chimiste français né le 3 novembre 1880 à Marseille, ville où il est mort le 18 juillet 1972. Il est particulièrement renommé pour ses travaux sur la calorimétrie moderne à l'Université de Provence.

## Biographie
Ancien élève du lycée de Marseille, Albert Tian travaille à partir de 1902 comme préparateur auprès de Charles Fabry, alors professeur en physique industrielle à l'Université de Provence. Docteur ès sciences en 1915, Tian est ensuite nommé maître de conférences de chimie en 1919. Il devient professeur à l'Université en 1923 et le restera jusqu'en 1950. Il succède à Berg, dans la chaire de chimie générale en 1931.

## Travaux
Les travaux effectués par Tian au début des années 1920 sont à l'origine de la plupart des appareils calorimétriques modernes. Tian décrit, pour la première fois, son microcalorimètre à compensation en 1922, l'utilisant pour étudier le métabolisme d'insectes. Il perfectionne cet instrument à thermocouples en 1924 et 1926, en introduisant le montage différentiel et une construction rationnelle des deux éléments calorimétriques jumelés. Son successeur, Edouard Calvet, transforma l'instrument en véritable instrument de laboratoire.